# Arno Claeys
Pour les articles homonymes, voir Claeys.
Arno Claeys, né le 20 avril 2000 à Gand, est un coureur cycliste belge. 
Son frère Dimitri est également coureur cycliste.

## Biographie
Inspiré par son frère aîné Dimitri, Arno Claeys commence le cyclisme en 2016 lors de sa seconde année débutant (moins de 17 ans),. Il effectue sa première saison complète en 2017 avec le club Isorex chez les juniors (moins de 19 ans). L'année suivante, il remporte sa première course à Merelbeke au niveau régional.
En 2019, il intègre l'équipe flamande GM Recycling, pour ses débuts espoirs (moins de 23 ans). Il rejoint ensuite la formation Home Solution-Soenens en 2020. Bon rouleur, il se révèle en 2021 en obtenant six victoires au niveau individuel. Il se classe également deuxième du championnat de Belgique et 27e du championnat d'Europe du contre-la-montre espoirs, où il honore sa première sélection en équipe nationale. 
Lors de la saison 2022, il devient notamment champion de Flandre-Orientale dans l'épreuve chronométrée. Il se distingue par ailleurs dans le calendrier de l'UCI en terminant sixième du contre-la-montre du Triptyque des Monts et Châteaux, huitième du Tour du Pays de Montbéliard ou encore dixième des Strade Bianche di Romagna.
Il passe finalement professionnel en 2023 au sein de la formation Flanders-Baloise, qui l'engage pour une durée de deux ans. Il annonce l’arrêt de sa carrière professionnelle au mois de décembre 2024.

## Palmarès et résultats

### Palmarès par année
- 2017
  - 3e du championnat de Flandre-Orientale du contre-la-montre juniors
- 2021
  -  Champion de Belgique du contre-la-montre par équipes
  - Tour des Deux-Sèvres :
    - Classement général
    - 2e et 5ea (contre-la-montre par équipes) étapes

  - 2ea étape du H4A Beloftenweekend (contre-la-montre)
  - 2e du championnat de Belgique du contre-la-montre espoirs
- 2022
  - Champion de Flandre-Orientale du contre-la-montre
  - 2ea étape du H4A Beloftenweekend (contre-la-montre)
  - Grand Prix de Honnelles

### Classements mondiaux
| Année                                 | 2021  | 2022  |
| ------------------------------------- | ----- | ----- |
| Classement mondial                    | 1607e | 2199e |
| UCI Europe Tour                       | 1134e | 1385e |
|                                       |       |       |
| Légende : nc = non classéSource : UCI |       |       |